# Castillo de Santa Gadea del Cid
El castillo de Santa Gadea del Cid es una fortificación en ruinas del municipio español de Santa Gadea del Cid, en la provincia de Burgos.

## Descripción
Se encuentra en la localidad burgalesa de Santa Gadea del Cid, en la comunidad autónoma de Castilla y León. El origen del castillo actual se remonta al siglo XV, si bien habría sido construido sobre otro inmueble del siglo XI. En 2010 fue incluido en la lista roja de patrimonio en peligro, de la que salió en 2018 tras acometerse labores de restauración en la torre del homenaje existente.
Las ruinas tienen el estatus de Bien de Interés Cultural, de forma genérica, adquirido a través de un decreto publicado el 5 de mayo de 1949 en el Boletín Oficial del Estado con la rúbrica del dictador Francisco Franco y del ministro de Educación Nacional José Ibáñez Martín, que sostenía que «Todos los castillos de España, cualquiera que sea su estado de ruina, quedan bajo la protección del Estado», resolución fechada el 22 de abril de 1949.